# The Kentuckian
The Kentuckian (bra: Homem Até o Fim) é um filme americano do genêro western lançado em 1955, com direção de Burt Lancaster. Walter Matthau aparece em seu primeiro filme, interpretando um vilão hábil com um chicote.

## História
Elias Wakefield vive no Kentucky e sonha em se mudar para o oeste. Nos anos de 1820, ele viaja até o Texas junto com o filho e seu cão de caça e no caminho encontra muitas aventuras, perigos e um belo romance, que jamais poderia imaginar: Uma linda jovem, vendida como escrava a um sórdido dono de bar e que deseja escapar dessa situação. Uma professora de uma pequena e atraente cidade, desvia Eli um pouco de sua caminho; e ele ainda enfrenta vários vilões da floresta e de um barco fluvial.

## Elenco
- Burt Lancaster — Elias Wakefield (Big Eli)
- Dianne Foster — Hannah
- Diana Lynn — Susie
- John McIntire — Zack Wakefield
- Una Merkel — Sophie Wakefield
- John Carradine — Fletcher
- John Litel — Pleasant Tuesday Babson
- Walter Matthau — Stan Bodine
- Donald MacDonald — Little Eli Wakefield